# Königsreich
Königsreich ist ein Ortsteil in Oberodenthal in der Gemeinde Odenthal im Rheinisch-Bergischen Kreis. Er liegt im Scherfbachtal an einer Seitenstraße zur Peter-Hecker-Straße.

## Geschichte
Der Name Königsreich ist entstanden aus König (Cunges, Konrad) und -rech (Rain, Abhang).
Die erste urkundliche Erwähnung stammt von Januar 1461. Darin wird ausgeführt, dass von dem Gut 17 Denare an den „Hof zu Bechen“ abzuführen waren.  Während des Spanischen Erbfolgekriegs hatten auch die Odenthaler ihre Beiträge zur Landesverteidigung zu leisten. In diesem Zusammenhang wird unter anderem ein Peter Stockberg zum Königsreich aufgelistet. Er hatte 6 Faschinen und 18 Pfähle zu stellen.
Aus einer erhaltenen Steuerliste von 1586 geht hervor, dass die Ortschaft Teil der Honschaft Breidbach im Kirchspiel Odenthal war.
Für das Jahr 1791 wurde eine Liste von kurmutpflichtigen Höfen und Gütern veröffentlicht, in der auch Königsreich erwähnt wird, das zur Honschaft Scherf gehörte. Königsreich gehörte zum Hofgericht Bechen.
Aus Carl Friedrich von Wiebekings Charte des Herzogthums Berg 1789 geht hervor, dass Königsreich zu dieser Zeit Teil von Obderodenthal in der Herrschaft Odenthal war.
Unter der französischen Verwaltung zwischen 1806 und 1813 wurde die Herrschaft aufgelöst. Königsreich wurde politisch der Mairie Odenthal im Kanton Bensberg zugeordnet. 1816 wandelten die Preußen die Mairie zur Bürgermeisterei Odenthal im Kreis Mülheim am Rhein. 
Der Ort ist auf der Topographischen Aufnahme der Rheinlande von 1824, auf der Preußischen Uraufnahme von 1840 und ab der Preußischen Neuaufnahme von 1892 auf Messtischblättern regelmäßig als Königreich verzeichnet. 
| Jahr | Einwohner | Wohn- gebäude | Kategorie  |
| ---- | --------- | ------------- | ---------- |
| 1822 | 9         |               | Ackergut   |
| 1830 | 11        |               | Ackergut   |
| 1845 | 10        | 2             | Ackergüter |
| 1871 | 20        | 3             | Hofstelle  |
| 1885 | 13        | 3             | Wohnplatz  |
| 1895 | 10        | 3             | Wohnplatz  |
| 1905 | 11        | 2             | Wohnplatz  |